# Origne
Origne település Franciaországban, Gironde megyében. Lakosainak száma 188 fő (2022. január 1.). Origne Landiras, Balizac, Guillos, Louchats és Saint-Symphorien községekkel határos.

## Népesség
A település népességének változása:
| Lakosok száma | 86   | 80   | 112  | 156  | 183  | 181  | 182  | 184  | 187  | 188  |
|               | 1968 | 1982 | 1990 | 2006 | 2013 | 2015 | 2017 | 2019 | 2020 | 2022 |